# ときめきに死す
『ときめきに死す』（ときめきにしす）は、1982年に発表された丸山健二の小説、およびそれを原作とした1984年制作の日本映画である。
盛りを過ぎた信州の避暑地の様子、世話を依頼された「彼」との生活、そして政治家の暗殺に成功すると思われていた彼が謎の死を遂げるまでを「私」の視点から緻密に描く。

## あらすじ
職を辞し、妻とも別れ、自暴自棄な生活を送っていた「私」はある日、何らかの組織に属している昔の知人から、ある若者の身の回りの世話と別荘の管理を依頼される。そして毎日必要最小限の会話だけを交わし、酒も煙草もやらず黙々とトレーニングに励む「彼」との生活が始まった。全てが謎に包まれた彼に対し、たまには釣りや売春宿に連れて行き、リラックスさせて探りを入れ、その目的に想像を巡らせる私。やがて少しずつ彼の大それた目的が明らかになるにつれ、荒んでいた私の心は密かにときめき始める。そして私の飼っていた犬が姿を消し、大雨の降る日、歓迎セレモニーに盛り上がる駅で、ついにその瞬間がやってきた。

## 映画
沢田研二主演・森田芳光監督。沢田演じる孤高のテロリストが宗教家暗殺に失敗するまでの過程を、男二人、女一人という奇妙な共同生活を軸に描かれている。原作には出てこないコンピューターや同居の女、舞台が信州ではなく北海道、暗殺対象が政治家でなく宗教家であるなど、原作とはかなりの差異がある。当時、歌謡界のスーパースターであった沢田研二の壮絶なラストシーンが話題となった。
共演の杉浦直樹は、本作で1984年度アジア太平洋映画祭助演男優賞を受賞している。

### 映画あらすじ
謎の組織から莫大な報酬で、ある男の身の回りの世話と別荘の管理を依頼された歌舞伎町の医者を自称する大倉洋介は、北海道の山間部にある田舎町の駅で工藤直也という若い男を出迎える。
大倉は、組織から受けた綿密な指示に基づき、別荘で工藤の世話をする。酒も煙草もやらず、会話さえも拒否し、黙々とトレーニングに励む偏屈な若者との生活に神経をとがらせる大倉。しかも、工藤の正体も目的も知らされず、また質問することも禁じられている。
こうして男二人での共同生活がはじまる。組織からの一方的な指示に基づいて工藤の世話をする大倉だったが、ひたすらに日課をこなす工藤のストイックなまでの姿勢に次第に惹かれていく。
そんなある日、組織から一人の女が派遣されてくる。組織は工藤と大倉の体格や性格に応じて梢ひろみという女性を選んだのだ。しかし、工藤は梢に関心を示さず、自分の生活パターンをくずさない。手持ちぶさたに悄然としていた梢も、やがて工藤に興味を抱きだす。男二人、女一人の奇妙な共同生活がはじまった。
コンピューターが指名した組織から排除すべき人間は、何とトップである谷川会長だった。

### キャスト
- 沢田研二：工藤直也
- 杉浦直樹：大倉洋介
- 樋口可南子：梢ひろみ
- 岡本真：谷川
- 日下武史：中山
- 矢崎滋：新城
- 加藤治子：おたえさん
- 吉川游土：売春屋の女
- 宮本信子：旅館の女将
- 干場てる美(響野夏子）：コールガール
- 岸部一徳：泳ぐ男
- 林亜里沙：黄の女
- KIM(キム)：赤の女
- 加藤善博：車の男
- 中村亜湖：車の女
- 上田耕一：新宗教の男
- 綾田俊樹：理髪店主
- 會澤雅人：少年A
- 佐竹一男：警官A
- 佐藤恒治：警官B[2]

### スタッフ
- 製作：増山茂
- プロデューサー：岡田裕・大森慎・細越省吾、
- アシスタントプロデューサー：笹岡幸三郎
- 監督・脚本：森田芳光
- 原作：丸山健二
- 撮影：前田米造
- 照明：矢部一男
- 録音：宮本久幸
- 美術：中沢克巳
- 編集：川島章正
- 音楽：塩村修
- 助監督：水谷俊之
- 製作協力：渡辺企画
- 現像：東洋現像所
- 撮影協力：北海道七飯町、大野町、松前町、函館五島軒本店
- 協力：日産自動車、明星食品、アシックス[2]

### 製作

#### 企画
沢田研二は1979年の『太陽を盗んだ男』で映画が好きになり、以降、多忙な音楽活動の間に、年一本ぐらい映画に出演できる体勢を整えたいと考えた。『男はつらいよ 花も嵐も寅次郎』に続く映画を探し、沢田と沢田のスタッフの間で、たくさんの原作を読み、その中から1982年6月に『新潮』で発表された丸山健二の小説を選び、森田芳光に監督を依頼し、森田が脚本を書いた。当時は若手監督とアイドルを組み合わせる映画製作が流行していた。沢田はほとんど喋らない役で「難しい役と感じたが、何となくこの役をやってみたい」と感じたという。
『映画秘宝』誌の内田裕也へのインタビューによると、当初この作品の映画化権を持っていたのは、内田だった。アル・パチーノ主演で、内田が医師の役をやる予定だったという。しかし、沢田からの懇願によって映画化権を譲ることになった。その後、内田主演・脚本の『コミック雑誌なんかいらない!』のなかの一シーンで、ドライブインシアターで上映されているのが、本作である。
丸山の原作では舞台が那須で、狙われるのは天皇という想像もできるが、森田が狙われる相手を巨大宗教団体のボスに変更したことで、創価学会などから不謹慎等のクレームが付く可能性が考えられ、当初、配給を予定していた東宝が降りた。

#### 脚本
森田の脚本に沢田は「よくこれだけ膨らませるな」とガラっと変わったホンに驚いたという。

#### キャステング
沢田は映画に関しては「色んな監督さんとやらしてもらって、色んなことを経験して、いまは勉強の段階」と謙虚な姿勢で臨んだ。森田監督は「沢田さんは映画俳優としては完成していない、未開発の部分を開発したい」などと話した。沢田は森田から「セリフはあんまり抑揚をつけず、全部フラットに、小さな声でごく自然に息を吐くように言って下さい」と指示された。これは森田監督の前作『家族ゲーム』と同じ指示。当時の沢田は好きな俳優としてティモシー・ハットンを挙げていた。
宗教家で谷川会長役の岡本真（1935〜99）は、その風貌を買われ出演となるが、役者ではない。岡本は洋画家岡本唐貴の息子で、漫画家白土三平の実弟。赤目プロダクションのマネージメントの仕事中に声を掛けられた。
『千夜千冊』によると、森田監督は、松岡正剛と谷川浩司をキャストに考えており、松岡には実際にオファーしている。松岡の役は、日下武史に受け継がれた。

#### 撮影
コンピュータ上に主要登場人物の簡単なプロフィールが表示され、工藤直也（沢田研二）が身長171cm、56kg、北海道登別出身、最終学歴：登別高校卒。大倉洋介（杉浦直樹）が、身長182cm、72kg、東京都板橋区出身、最終学歴：慈恵医大卒。梢ひろみ（樋口可南子）は、身長164cm、B80cm、W56cm、H83cm、最終学歴：共立女子短大卒などと、演じる俳優のプロフィールとは全く違う架空のものだが、最終学歴は実在する学校名が表示される。
1：00過ぎに大倉が海岸でモンキーレンチで頭を殴られ気を失うシーンの1、2分の間、反転画面になる。
1:30頃、走行中の車内で運転中の大倉洋介、助手席の梢ひろみ、後部座席の工藤直也を外側から至近距離でカメラが捉えて、ゆっくり車を一回転する。こうした撮影では前後や横で撮影車が並走するケースが多いが、車が映らず。車の上部にクレーンのような物で回転するカメラを取り付けているとしか考えられない変わったシーンがある。
後半、工藤直也（沢田）が旅館でコールガール役の干場てる美(響野夏子）を部屋に呼び、それまで寡黙だった沢田が荒々しく響野の帯を解き、着物の襟を引きおろし、響野本人の胸が露出したかのように見えるシーンは、響野の顔とボディダブルの胸のカットバックを連続させて、あたかも響野本人の胸かのように思わせる演出を行っている。

### ロケ地
撮影中、スタッフ・キャストは北海道函館市の湯の川温泉「温泉旅館 丸仙」（現・笑 函館屋）に宿泊。北海道の各所でロケが行われているが、北海道の地名は函館を含めて劇中には出ない。劇中に出る実在する地名等は、大倉洋介が東京出身で歌舞伎町の元医者設定で、歌舞伎町、環八・市ヶ谷の釣り堀とセリフで話す。
北海道ロケは、1983年8月前半。冒頭とラストの他、何度も映る渡島駅は渡島大野駅で、現在は建て替えられ新函館北斗駅となっている。実際の渡島大野駅と書かれた看板の上から渡島駅と書かれた看板を貼ったか、付け替えたか分からないが、渡島駅と書かれた看板の「渡」と「島」「駅」の字の大きさが違う安っぽい作りとなっている。三分の一過ぎからの工藤と大倉の釣りシーンは亀田郡七飯町大沼国定公園。二度出る海水浴場は道南地方松前町の折戸海岸。同所での撮影は1983年8月11日。

## 映像ソフト
『そろばんずく』を除く森田芳光商業映画デビュー以降の全監督作品が『⽣誕70周年記念森⽥芳光 全監督作品コンプリート（の・ようなもの）Blu-ray BOX（完全限定版）』というタイトルでBlu-ray Disc27枚組が、日活／ハピネット・メディアマーケティングから2021年12月20日に価格11万円で発売され、本作も収録されている。『そろばんずく』同様、本作のBlu-ray化も難航し、森田芳光の妻でプロデューサーの三沢和子は「出資者である版権元が映画業界の方ではないので、なかなか交渉が上手く行かず苦労しました」などと述べている。